# Retevisión

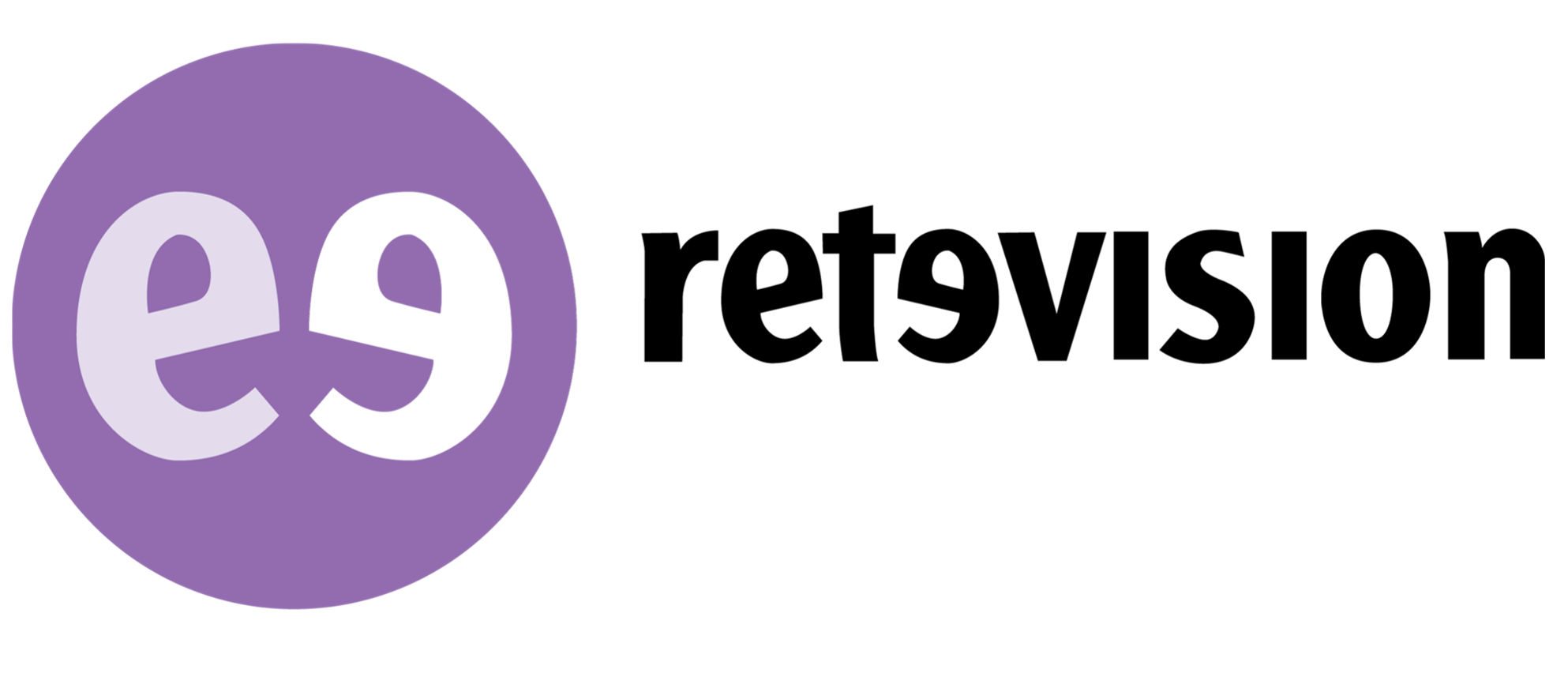
Logotip de Retevisión.

Retevisión és una empresa de telecomunicacions filial de Cellnex Telecom, encarregada de transmetre els senyals de televisió i ràdio a Espanya.

## Història
Retevisión va néixer el 1989 com a empresa pública, una escissió de l'ens públic nacional Radiotelevisión Española. La seva missió original era proporcionar el transport dels senyals de televisió i ràdio en el conjunt del territori espanyol.
En 1996, el govern del Partit Popular va decidir iniciar la liberalització del mercat espanyol de telefonia fixa, per això va concedir una llicència d'accés indirecte a Retevisión. En 1997 es va decidir traslladar la seu de l'empresa de Madrid a Barcelona, on romandria definitivament. Aquest mateix any Retevisión va ser adquirida per Telecom Italia i les empreses elèctriques Endesa i Unión Fenosa. El llançament comercial es va produir el gener de 1998.
Retevisión tenia una xarxa troncal i una xarxa d'accés pròpia que utilitzava amb clients corporatius. En concret, oferia el seu servei mitjançant desplegaments de tecnologia radio LMDS, radioenllaços dedicats, i fibra òptica. Però, l'empresa operava amb accés indirecte amb els clients no corporatius. Els usuaris entraven a la xarxa troncal a través del bucle d'abonat de l'empresa Telefónica (cables de coure que arribaven a les llars) i havien d'anteposar el prefix 050, que més endavant va ser substituït pel 1050. Quan les trucades arribaven a les dependències de Telefónica, eren redirigides cap a la xarxa troncal de Retevisión. A més, al principi, amb Retevisión només podien fer-se trucades interprovincials. Més endavant, amb la progressiva obertura del mercat, es va produir la liberalització completa i el setembre del 1998 es van obrir també les anomenades provincials.
Aquell mateix any, Retevisión va comprar les empreses pioneres d'Internet a Espanya, Servicom i RedesTB, i va llançar el seu propi proveïdor de serveis Internet (ISP) sota la marca Iddeo. Inicialment Iddeo donava serveis tant per a particulars com per empreses, però als pocs mesos es va crear un altre ens anomenat Alehop per gestionar les activitats per a particulars. La marca Alehop va ser substituïda per EresMas i es va llançar la primera tarifa plana Internet per telèfon a Espanya.
El juny 1998, l'empresa va obtenir llicència per telefonia mòbil; va començar a operar en 1999 sota la marca Amena a través de la seva filial Retevisión Móvil.
Al llarg de 1999 es van llançar també serveis de Dades per IP per a empreses (VPN, interconnexió de seus), i accés directe veu i dades per enllaç ràdio local, encara que aquests últims serveis van tenir poc èxit.
A l'estiu de 2000, Retevisión va llançar el servei Iddeo ADSL per a empreses.
Al País Basc, Euskaltel va mantenir la seva exclusivitat davant de Retevisión, per tant la telefonia fixa i la transmissió de ràdio i televisió va ser executada per Euskaltel. Només va operar Amena sota la marca Euskaltel Móvil.
La marca Retevisión com a operadora de telefonia es va abandonar l'any 2002 a favor del nou nom, Auna, al fusionar-se Retevisión (telefonia fixa) i l'operador de cable AunaCable (ambdues empreses pertanyents a l'ens "Grupo Auna").
"Retevisión", com ens transmissor dels senyals de ràdio i televisió, va ser venut per "Grupo Auna" a Abertis, que en conserva el nom i marca.
El 2005 l'ens "Grupo Auna" va deixar d'existir, en ser comprades per France Télécom, les seves divisions Amena (telefonia mòbil) i ONO (telefonia fixa i cable).
El 2006 France Télécom va decidir que Amena i Wanadoo passessin a anomenar-se Orange.